# 윈드실드

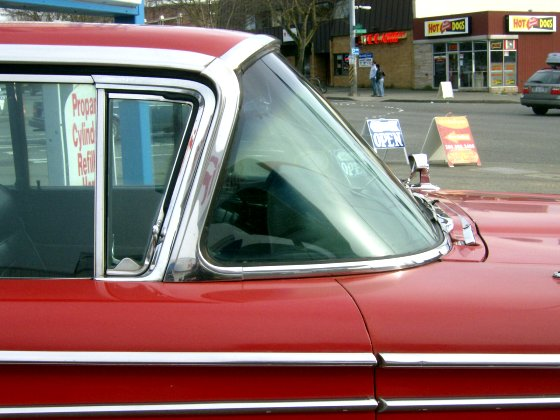

윈드실드(미국 영어: windshield) 또는 윈드스크린(영연방 영어: windscreen), 앞유리는 항공기, 자동차, 버스, 모터사이클, 트럭, 열차, 보트 또는 노면전차의 전방 창문으로, 외부 요인으로부터 탑승자를 보호하는 동시에 가시성을 제공한다. 현대의 앞유리는 일반적으로 처리된 유리의 일종인 접합 안전 유리로 만들어지며, 일반적으로 안전을 위해 플라스틱 층이 적층된 두 개의 곡선 유리 시트로 구성되고 창 프레임에 접착된다.
오토바이의 앞유리는 충격에 강한 폴리카보네이트나 아크릴 플라스틱으로 만들어지는 경우가 많다.